# Andreas
För andra betydelser, se Andreas (olika betydelser).

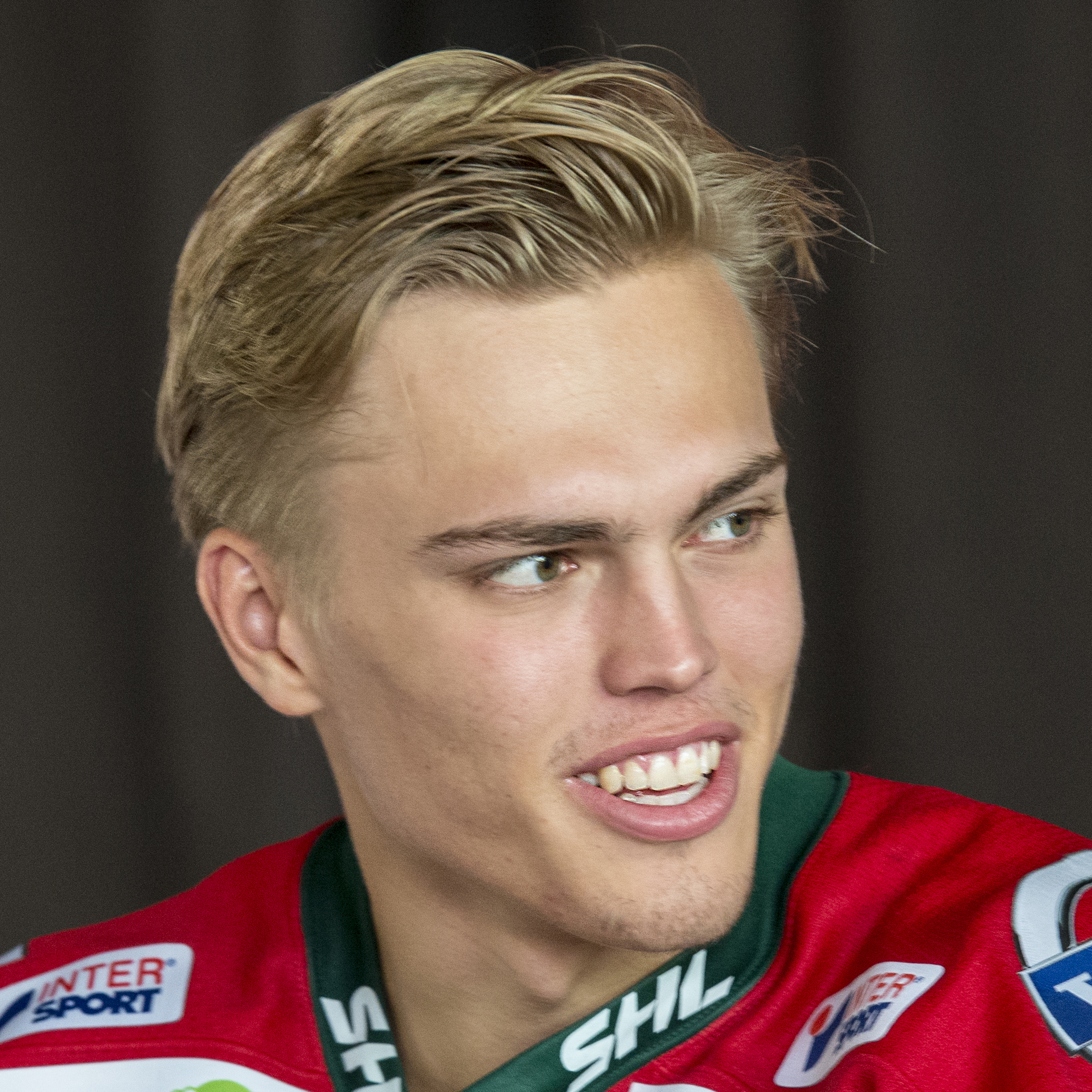
Andreas Johnson.

Andreas är ett mansnamn  på grekiska Ανδρέα, som ursprungligen kommer från Grekland  och har uppstått som smekform av namn med förleden andro- som betyder ’man’. Andreas var namnet på en av Jesus tolv apostlar och är därigenom ett vanligt namn i kristna länder. Det är till hans minne namnet återfinns i den svenska almanackan. Anders är en försvenskad form av Andreas och som smeknamn förekommer bland annat Adde, Ante och Andy.
På en runsten från 1100-talet kan man återfinna namnet Andreas i formen Andræs och i fornsvenskan förekom även formen Andris. Under 1700-talet fanns även varianten Andrias. Under många århundraden används Andreas främst som en synonym latinsk variant på namnet Anders, men från 1970-talet blev Andreas återigen ett populärt tilltalsnamn och trenden håller i sig in på 2000-talet även om den ser ut att avta något.
Den 31 december 2020 fanns det totalt 73 874 personer i Sverige med förnamnet Andreas varav 43 896 med det som tilltalsnamn. År 2006 fick 118 pojkar Andreas som tilltalsnamn.
Namnsdag i Sverige: 30 november. I den finlandssvenska namnsdagslängden har Andreas namnsdag 30 november sedan 1995.

## Varianter
- Anders
- André (franska)
- Andrea (italienska)
- Andrei (ryska)
- Andrés (spanska och portugisiska)
- Andrew (engelska)
- Andrzej (polska)
- Andrij (ukrainska)
- Ante (kroatiska)

## Personer med förnamnet Andreas
- Aposteln Andreas
- Andreas av Kreta
- Andreas, svensk stenhuggare under 1100-talet
- Andreas Alm, svensk fotbollsspelare och tränare
- Andreas And (död 1317), svensk präst, riksråd, donator
- Andreas Andersson, svensk fotbollsspelare
- Andreas Baader, tysk terrorist
- Andreas Brehme, tysk fotbollsspelare
- Andreas Carlsson, svensk musikproducent och låtskrivare
- Andreas Cervin, svensk jurist och gymnast
- Andreas Dackell, svensk ishockeyspelare
- Andreas Ekberg, svensk fotbollsdomare
- Andreas Granqvist, svensk före detta fotbollsspelare.
- Andreas Halldén, svensk designer, kampsportare och programledare
- Andreas Hallén, svensk tonsättare, dirigent, musikpedagog och professor
- Andreas Hanson, svensk dirigent
- Andreas Holmberg, flera personer
- Andreas Isaksson, svensk fotbollsmålvakt
- Andreas Jakobsson, svensk fotbollsspelare
- Andreas Johansson, svensk fotbollsspelare
- Andreas Johnson, svensk popsångare
- Andreas Johnson, svensk ishockeyspelare
- Andreas Kramer, svensk friidrottare
- Andreas Leijon, svensk chefredaktör, ansvarig utgivare och affärsutvecklare
- Andreas Lundstedt, svensk sångare
- Andreas Maislinger, österrikisk statsvetare
- Andreas Malin, liechtensteinsk fotbollsspelare
- Andreas Möller, flera personer
- Andreas Nilsson, svensk skådespelare
- Andreas Norlén, svensk politiker (M), riksdagens talman 2018-
- Andreas Olofsson, svensk-norsk politiker
- Andreas Pedroumo, grekisk flygvärd
- Andreas Petri Amnelius, svensk skolmästare, komminister och psalmförfattare
- Andreas Ravelli, svensk fotbollsspelare
- Andreas Svensson, svensk lantbrukare och riksdagsman
- Andreas Svensson "Dregen", svensk rockgitarrist
- Andreas Thorkildsen, norsk friidrottare, dubbel OS-guldmedaljör
- Andreas Wilson, svensk skådespelare
- Andreas Weise, svensk sångare, låtskrivare, underhållare och programledare

## Personer med efternamnet Andreas
- Friedrich Carl Andreas